# Amata attenuata
Amata attenuata är en fjärilsart som beskrevs av George Francis Hampson 1901. Amata attenuata ingår i släktet Amata och familjen björnspinnare. Inga underarter finns listade i Catalogue of Life.